# Hotham Inlet
Hotham Inlet, també conegut com a llac Kobuk, és un braç del Kotzebue Sound, a la costa nord-oest de l'estat dels Estats Units d'Alaska. Té una longitud de 80 quilòmetres i una amplada d'entre 8 a 32 quilòmetres. L'entrada és la sortida dels rius Kobuk i Selawik i limita al sud-oest amb la península de Baldwin.
Aquesta entrada va ser nomenada el 1826 pel capità de la Royal Navy Frederick William Beechey en honor de Sir Henry Hotham, un dels lords de l'almirallat britànic.